# Cathédrale de l'Ascension de Novotcherkassk
Cette  cathédrale n’est pas la seule cathédrale de l'Ascension.
La cathédrale de l'Ascension est une cathédrale orthodoxe, vouée à l'Ascension du Christ. Elle se trouve à Novotcherkassk en Russie. De style néo-byzantin, c'est la troisième cathédrale de Russie par ses dimensions, après celle du Christ-Sauveur à Moscou et celle de Saint-Isaac à Saint-Pétersbourg. La cathédrale de l'Ascension est la cathédrale des cosaques du Don.

## Histoire
Une première cathédrale est construite par le Tessinois Luigi Rusca (en), puis par le Russe Amvrossimov de 1811 à 1818, mais une des coupoles s'écroule en 1846. L'église est reconstruite par Ivan Ossipovitch Walprede, mais s'écroule aussi en partie en 1863. Les cosaques du Don décident de la reconstruire en 1891 selon le projet de l'architecte Alexandre Iachtchenko (ru). Elle est terminée en 1904 et consacrée le 6 mai 1905.
La cathédrale déjà endommagée est fermée par les autorités soviétiques en 1934, après une campagne de propagande athée. La toiture en cuivre dorée est démantelée, une toiture en fer de remplacement n'est installée que bien plus tard.
La cathédrale de l'Ascension reprend du service en 1942 sous l’occupation allemande à la demande de cosaques collaborationnistes. Elle continue de fonctionner après la guerre. Elle est restaurée de 2001 à 2005.
En 2010-2011, les coupoles retrouvent leur dorure d'origine.
Dans la cathédrale reposent des personnalités éminentes des Cosaques du Don dont les atamans Matveï Platov, Vassyliy Orlov-Dénissov, Ivan Efremov et Iakov Baklanov.